# Neudorfer Bach
Der Neudorfer Bach ist ein rechter Zubringer zum Gaflenzbach oberhalb von Weyer in Oberösterreich.

## Lauf
Der südlich unterhalb des Halsberges (1042 m ü. A.) und der Lindaumauer (1103 m ü. A.) entspringende Bach fließt nach Süden ab und nimmt zunächst den von rechts kommenden Kronsteingraben auf, danach den rechts zufließenden Bohrgraben und schließlich den ebenso von rechts kommenden Mühlgraben. Diese drei Zubringer entwässern die Ostabdachung des sich bis zu Enns erstreckenden Gebirgsstocks Feichteck (1114 m ü. A.) mit dem nicht minder bedeutendem Reutkogel (1025 m ü. A.). Bei Neudorf betritt der Neudorfer Bach die Talaufweitung des Gaflenzbaches und fließt an seiner nördlichen Seite auf Obsweyer zu, wo er gegenüber des Ortes von rechts in den Gaflenzbach einmündet. Er umfasst dabei ein Einzugsgebiet von 9,91 km² in großteils bewaldeter Landschaft.